# Verena Mayr
Verena Mayr, z d. Preiner (ur. 1 lutego 1995) – austriacka lekkoatletka specjalizująca się w wielobojach.
W wieku 14 lat zadebiutowała na międzynarodowej imprezie rangi mistrzowskiej, zajmując 23. miejsce w rywalizacji siedmioboju podczas mistrzostw świata juniorów młodszych (2011). Trzy lata później była dziewiąta na światowym czempionacie do lat 20 w Eugene. Czwarta zawodniczka młodzieżowych mistrzostw Europy w Tallinnie (2015). Rok później uplasowała się na 7. miejscu podczas europejskiego czempionatu w Amsterdamie. W 2017 zajęła 6. miejsce na halowych mistrzostwach Europy, zdobyła srebro młodzieżowego czempionatu Starego Kontynentu oraz zaliczyła pierwszy start na mistrzostwach świata w Londynie, gdzie nie ukończyła rywalizacji siedmioboistek.
Złota medalistka mistrzostw Austrii oraz reprezentantka kraju na drużynowych mistrzostwach Europy.

## Osiągnięcia
| Rok  | Impreza                               | Miejsce         | Konkurencja        | Lokata      | Wynik     |
| ---- | ------------------------------------- | --------------- | ------------------ | ----------- | --------- |
| 2011 | Mistrzostwa świata juniorów młodszych | Lille Metropole | siedmiobój         | 23. miejsce | 4650 pkt. |
| 2014 | Mistrzostwa świata juniorów           | Eugene          | siedmiobój         | 9. miejsce  | 5530 pkt. |
| 2015 | Młodzieżowe mistrzostwa Europy        | Tallinn         | siedmiobój         | 4. miejsce  | 5840 pkt. |
| 2016 | Mistrzostwa Europy                    | Amsterdam       | siedmiobój         | 7. miejsce  | 6050 pkt. |
| 2017 | Halowe mistrzostwa Europy             | Belgrad         | pięciobój          | 6. miejsce  | 4478 pkt. |
| 2017 | Młodzieżowe mistrzostwa Europy        | Bydgoszcz       | siedmiobój         | 2. miejsce  | 6232 pkt. |
| 2017 | Mistrzostwa świata                    | Londyn          | siedmiobój         | –           | DNF       |
| 2017 | Uniwersjada                           | Tajpej          | siedmiobój         | 1. miejsce  | 6224 pkt. |
| 2018 | Mistrzostwa Europy                    | Berlin          | siedmiobój         | 8. miejsce  | 6337 pkt. |
| 2019 | Halowe mistrzostwa Europy             | Glasgow         | pięciobój          | 6. miejsce  | 4637 pkt. |
| 2019 | Mistrzostwa świata                    | Doha            | bieg na 200 metrów | eliminacje  | 23,96     |
| 2019 | Mistrzostwa świata                    | Doha            | siedmiobój         | 3. miejsce  | 6560 pkt. |
| 2021 | Igrzyska olimpijskie                  | Tokio           | siedmiobój         | 11. miejsce | 6310 pkt. |
| 2024 | Halowe mistrzostwa świata             | Glasgow         | pięciobój          | 5. miejsce  | 4466 pkt. |
| 2024 | Mistrzostwa Europy                    | Rzym            | siedmiobój         | –           | DNF       |
| 2025 | Halowe mistrzostwa Europy             | Apeldoorn       | pięciobój          | –           | DNF       |

## Rekordy życiowe
- Pięciobój (hala) – 4637 pkt. (2019)
- Siedmiobój – 6591 pkt. (2019) rekord Austrii